# Iso Jänissalo
Iso Jänissalo är en ö i Finland. Den ligger i sjön Vanajavesi och i kommunen Valkeakoski i den ekonomiska regionen  Södra Birkaland och landskapet Birkaland, i den södra delen av landet, 120 km norr om huvudstaden Helsingfors. Öns area är 5,1 hektar och dess största längd är 430 meter i öst-västlig riktning.